# Narope sutor
Narope sutor är en fjärilsart som beskrevs av Hans Ferdinand Emil Julius Stichel 1916. Narope sutor ingår i släktet Narope och familjen praktfjärilar. Inga underarter finns listade i Catalogue of Life.